# Mariene ecoregio Line Islands
De Mariene ecoregio Line Islands (155) (Engels: Line Islands marine ecoregion) is een biogeografische regio en ligt in het centrale deel van de Grote Oceaan in de Mariene provincie Centraal-Polynesië (39) in het Marien rijk Oostelijke Indo-Pacific. De mariene ecoregio is vastgesteld door het World Wide Fund for Nature en The Nature Conservancy en is vernoemd naar de Line-eilanden.
In het zuidoosten grenst het gebied aan de mariene ecoregio Tuamotu (158) en in het zuidwesten aan de mariene ecoregio Phoenix/Tokelau/Noordelijke Cookeilanden (156).

## Geografie
De mariene ecoregio ligt in het centrale deel van de Grote Oceaan rond de Noordelijke en Centrale Line-eilanden, behorende tot Kiribati en de kleine afgelegen eilanden van de Verenigde Staten. Het gebied strekt zich uit van de wateren rond Kingman, Palmyra en Teraina in het noorden tot aan het eiland Starbuck in het zuiden.
Door het gebied stroomt de Pacifische Zuidequatoriale stroom.

## Biogeografie
Het gebied kent zeeleven dat houdt van tropische temperaturen.